# Jerzy Kosowicz
Jerzy Kosowicz (ur. 2 listopada 1924 w Poznaniu, zm. 16 czerwca 2013) – polski endokrynolog, prof. dr hab. Uniwersytetu Medycznego w Poznaniu.

## Życiorys
Pochodził z Poznania, tu też w latach 1945–1949 studiował medycynę uzyskując tytuł lekarski na Wydziale Lekarskim Uniwersytetu Poznańskiego. W 1952 na podstawie rozprawy doktorskiej noszącej tytuł „Karłowatość przysadkowa i jej leczenie” uzyskał stopień doktora medycyny nadany przez Akademię Medyczną w Poznaniu natomiast w roku 1963 na podstawie pracy pt. „Radiodiagnostyka endokrynologiczna” uzyskał stopień naukowy doktora habilitowanego, W 1978 uzyskał tytuł profesora nadzwyczajnego, a w 1983 tytuł profesora zwyczajnego. Był pionierem badań z zakresu radiodiagnostyki endokrynologicznej w Polsce, jako pierwszy publikował w kraju prace z zakresu radioimmunologicznego oznaczania hormonu wzrostu, insuliny, ACTH, parathormonu, wazopresyny, LH, FSH, gonadotropiny kosmówkowej, tyreoglobuliny, rewers-trijodotyroniny, neurohormonu LH-RH, pneumadyny oraz autoprzeciwciał antyinsulinowych, antytyreoglubinowych, antynadnerczowych, antyprzysadkowych, przeciw białkom mięśniowym, peptydazie i pneumadynie.
Jerzy Koswicz wykrył i szczegółowo opisał jako pierwszy na świecie, między innymi charakterystyczne zmiany w układzie kostnym występujące w wielu endokrynopatiach. Jego badania były wielokrotnie cytowane w podręcznikach endokrynologii, radiologii i ortopedii zarówno w Polsce jak w publikacjach amerykańskich, brytyjskich, szwajcarskich czy francuskich.
Jako jeden z pierwszych w Polsce opisał w krajowej literaturze medycznej zespół Turnera. Razem z prof. Antonim Pruszewiczem wykrył nadwrażliwość na prąd galwaniczny w chorobie Addisona i Sheehana i opisał prostą próbę wykrycia zaburzeń smakowych w tych chorobach.
Był członkiem honorowym Towarzystwa Internistów Polskich oraz członkiem honorowym Polskiego Towarzystwa Endokrynologicznego.
Został pochowany na Cmentarzu Junikowo w Poznaniu.

## Odznaczenia
- Złoty Krzyż Zasługi
- Krzyż Kawalerski Orderu Odrodzenia Polski
- Krzyż Oficerski Orderu Odrodzenia Polski
- Krzyż Komandorski Orderu Odrodzenia Polski (2002)